# Nampula

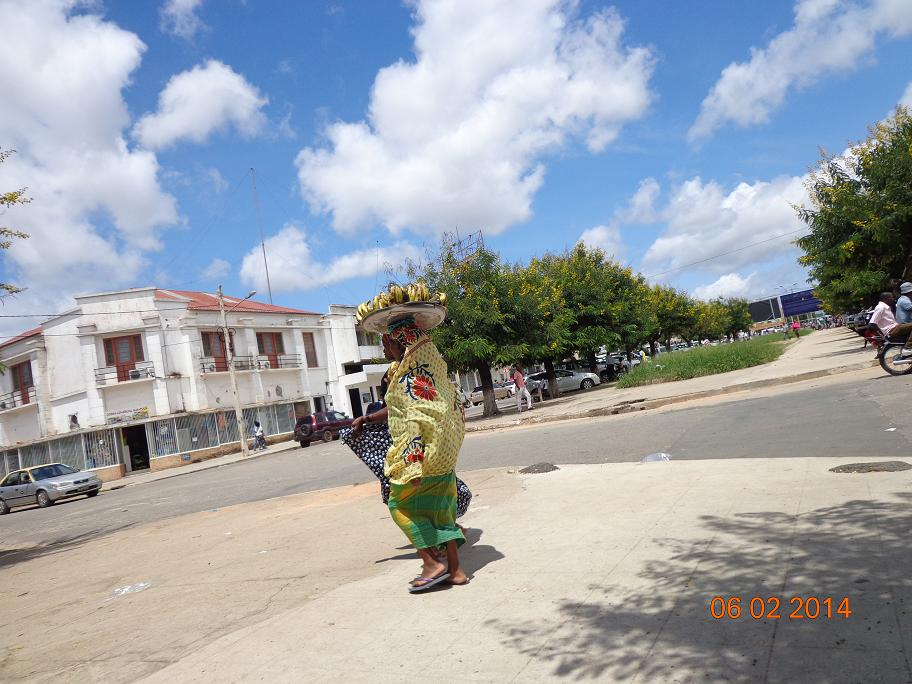
Cena urbana na cidade de Nampula.

Nampula é a cidade capital da província do mesmo nome, em Moçambique, e é conhecida como a Capital do Norte ou Rainha do Norte. Localizada no entroncamento da via férrea de Nacala com os eixos rodoviários que da província da Zambézia e do litoral demandam o norte e o interior, o município de Nampula é atravessado pelo “Corredor do Desenvolvimento de Nacala (CDN)”, constituído pelos eixos ferro-rodoviários que ligam o litoral (porto de Nacala) e o interior do País com a República do Malawi, no interior da província e a sua população é, de acordo com o censo de 2017, de 743 125 habitantes.

## Etimologia
O nome da cidade deriva do nome de um líder tradicional, M'phula ou Whampula.

## Localização Geográfica
A Cidade de Nampula, situa-se aproximadamente no centro da província que leva o seu nome, um pouco deslocado para leste. Até 2013, a cidade encontrava-se completamente rodeada pelo distrito de Nampula ou Nampula Rapale. Com a transferência do posto administrativo de Anchilo deste distrito para a cidade nesse mesmo ano, esta passou a ter limite com os distritos de Muecate a norte, Rapale a norte e oeste, Mogovolas a sul e Meconta a sul e leste.

## História
A cidade tem origem militar, uma característica que ainda hoje se mantém. Uma expedição militar portuguesa, chefiada pelo Major Neutel de Abreu acampou nas terras de Whampula a 7 de Fevereiro de 1907, o que levou à construção do comando militar de Macuana. A povoação foi criada em 6 de Dezembro de 1919 tendo-se tornado a sede da Circunscrição Civil de Macuana em Junho de 1921.  A chegada do caminho de ferro, a partir do Lumbo, contribuiu para o desenvolvimento da povoação, que foi elevada a vila em 19 de Dezembro de 1934 e a cidade em 22 de Agosto de 1956. Nampula torna-se o Quartel-General do exército português durante a guerra colonial, o qual, com a independência nacional, passou a Academia Militar Samora Machel. Em 1997 Nampula torna-se numa autarquia, formando um município, e dirigida por um Conselho Municipal eleito.

## Divisão Administrativa
Administrativamente, a cidade de Nampula, além de ser um município, é, desde dezembro de 2013, um distrito, uma unidade local do governo central. A cidade encontra-se dividida nos seguintes postos administrativos urbanos e subdividida em bairros:
- Posto Administrativo Urbano Central:
  - Bombeiros
  - 25 de Setembro
  - 1º de Maio
  - Limoeiros
  - Liberdade
  - Militar
- Posto Administrativo de Anchilo:
  - Anchilo
  - Namachilo
  - Namigonha
  - Napuri
  - Saua-Saua
- Posto Administrativo de Muahivire[9]:
  - 22 de Agosto
  - Muahivire
  - Namiteca
- Posto Administrativo de Muatala:
  - Muatala
  - Mutauhanha
- Posto Administrativo de Muhala:
  - Muhala
  - Namutaqueliua
- Posto Administrativo de Namikopo:
  - Namikopo
  - Mutava-Rex
- Posto Administrativo de Napipine:
  - Napipine
  - Carrupeia
- Posto Administrativo de Natikire:
  - Natikire
  - Marrupaniua
  - Marrere

### Administração
Desde a independência nacional a cidade teve vários administradores, tendo Dionísio Cherewa sido o primeiro Presidente do Conselho Municipal eleito, depois da estrutura autárquica instituída em 1998. Os anteriores foram nomeados pelo governo central:
- Aurélio das Neves
- Germano José Joaquim
- Francisco Joaquim de Lima
- Narciso João Iondela
- Ishaca Abdul Ali Baraca
- Dionísio Cherewa (1998-2004)[10]
- Castro Armindo Safins Namuaca (2004-2014)[11]
- Mahamudo Amurane (2014-2017, assassinado em 4 de Outubro de 2017)[12][13]
- Manuel Tocova (2017, presidente interino)[14]
- Américo Iemenle (2017-2018, presidente interino)[15]
- Paulo Vahanle (2018-2024)[16]
- Luís Abdula Giquira (2024-presente)[17][18][19]

## Cultura e lazer

### Património arquitetónico
- Catedral Católica de Nampula

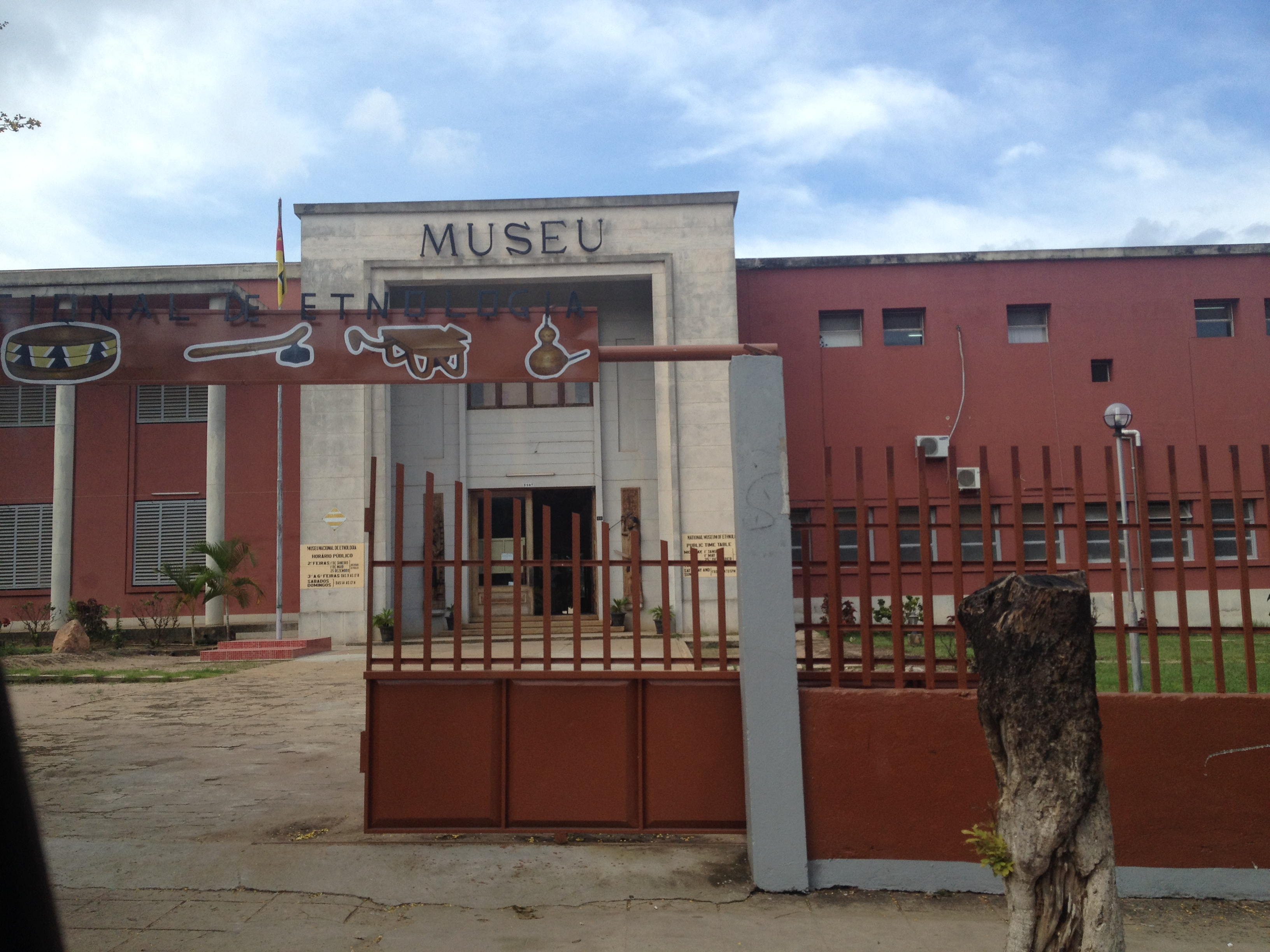
Museu Nacional de Etnografia

- Museu Nacional de Etnografia de Nampula

### Património cultural
Uma das principais manifestações culturais locais é a tradicional peregrinação ao Santuário de Santa Maria Mãe do Redentor do distrito de Meconta, promovida pela Arquidiocese de Nampula.

## Infraestrutura

### Transportes
A cidade da Nampula tem como principal meio logístico os corredores rodoviários, sendo que a principal rodovia é a estrada N1, qua a liga a Murrupula (sudoeste) e a Namialo (leste). Outras rodovias importantes são a N13, que a liga a Rapale (oeste), e; a N104, que a liga a Nametil, (sudeste).
A cidade é atravessada pelo Caminho de Ferro de Nacala, que a liga ao porto de Nacala (leste) e ao Maláui, no oeste. Esta ferrovia é um importante meio de transporte de cargas e pessoas para os moradores de Nampula.
Outra estrutura logística importante é o Aeroporto Internacional de Nampula, com operação regular de voos domésticos e internacionais.

### Educação
Na cidade de Nampula está a sede principal da Universidade Lúrio, onde albergam-se a Faculdade de Ciências da Saúde, a Faculdade de Arquitectura e Planeamento Físico, a UniLúrio Business School e a Faculdade de Ciências Sociais e Humanas; outras instituições públicas que também tem sede na cidade são a Universidade Rovuma e a Academia Militar Marechal Samora Machel. Já o Instituto Superior de Ciências de Saúde mantém um campus na cidade.